# Batel
Batel (kurdiska:باتێل / Batêl , arabiska:باتيل) är en  liten stad i provinsen Dahuk i norra Irak. Staden ligger 20 kilometer nordväst om Simele och 25 kilometer söder om Zakho.